# Діброва (Кременецька міська громада)
Дібро́ва — село в Україні, у Кременецькій міській громаді Кременецького району Тернопільської області України.
До села приєднано хутір Зайці.
Населення — 160 осіб (2001).

## Історія
12 червня 2020 року, відповідно до розпорядження Кабінету Міністрів України № 724-р «Про визначення адміністративних центрів та затвердження територій територіальних громад Тернопільської області», увійшло до складу Кременецької міської громади.
19 липня 2020 року, в результаті адміністративно-територіальної реформи та ліквідації Кременецького (1940-2020) району, село увійшло до складу новоутвореного Кременецького району.

## Населення
За даними перепису населення 2001 року мовний склад населення села був таким:
| Мова       | Число ос. | Відсоток |
| ---------- | --------- | -------- |
| українська |           | 98,75    |
| російська  |           | 0,63     |

## Галерея

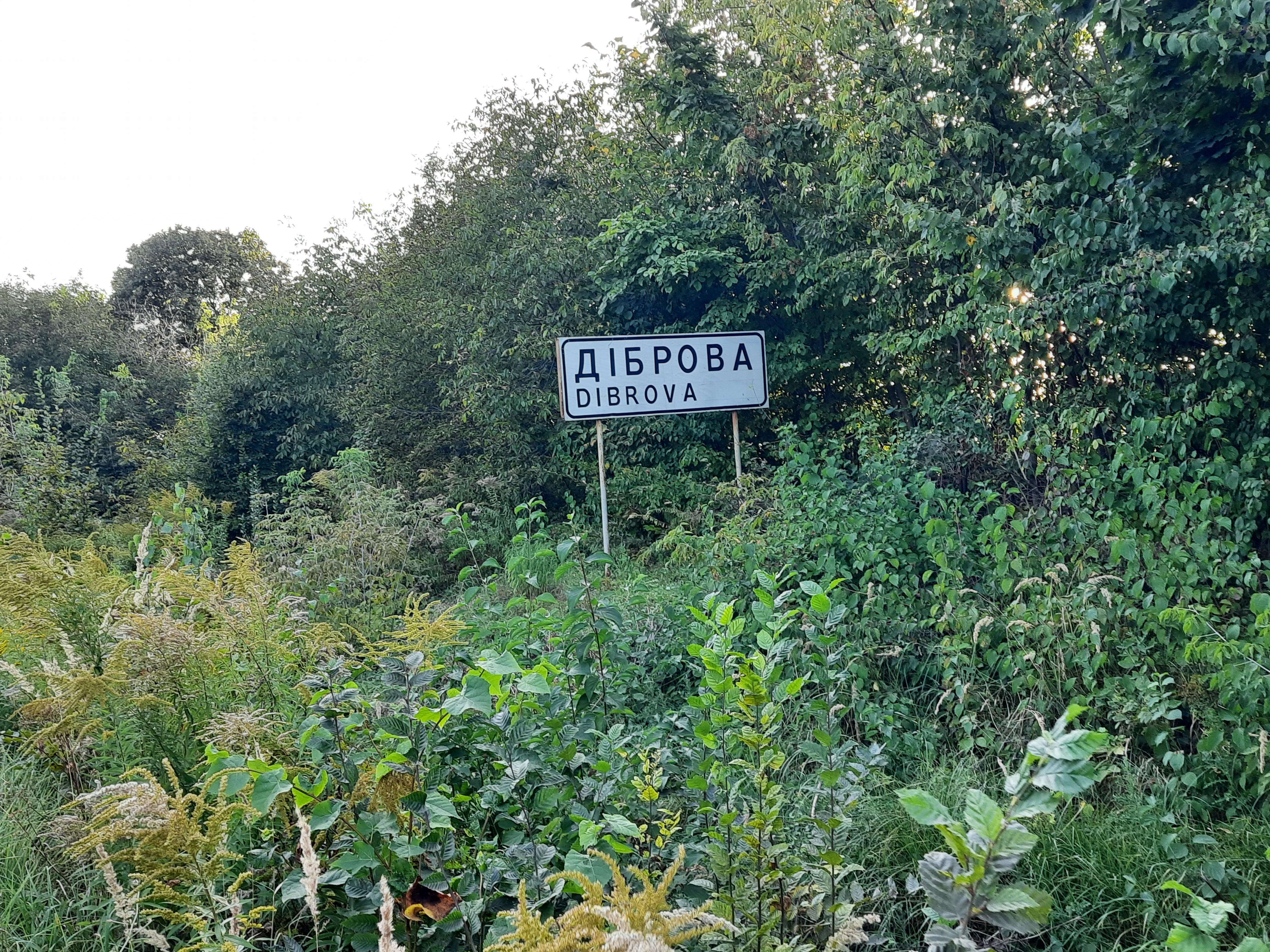
Дорожній знак при в'їзді в село
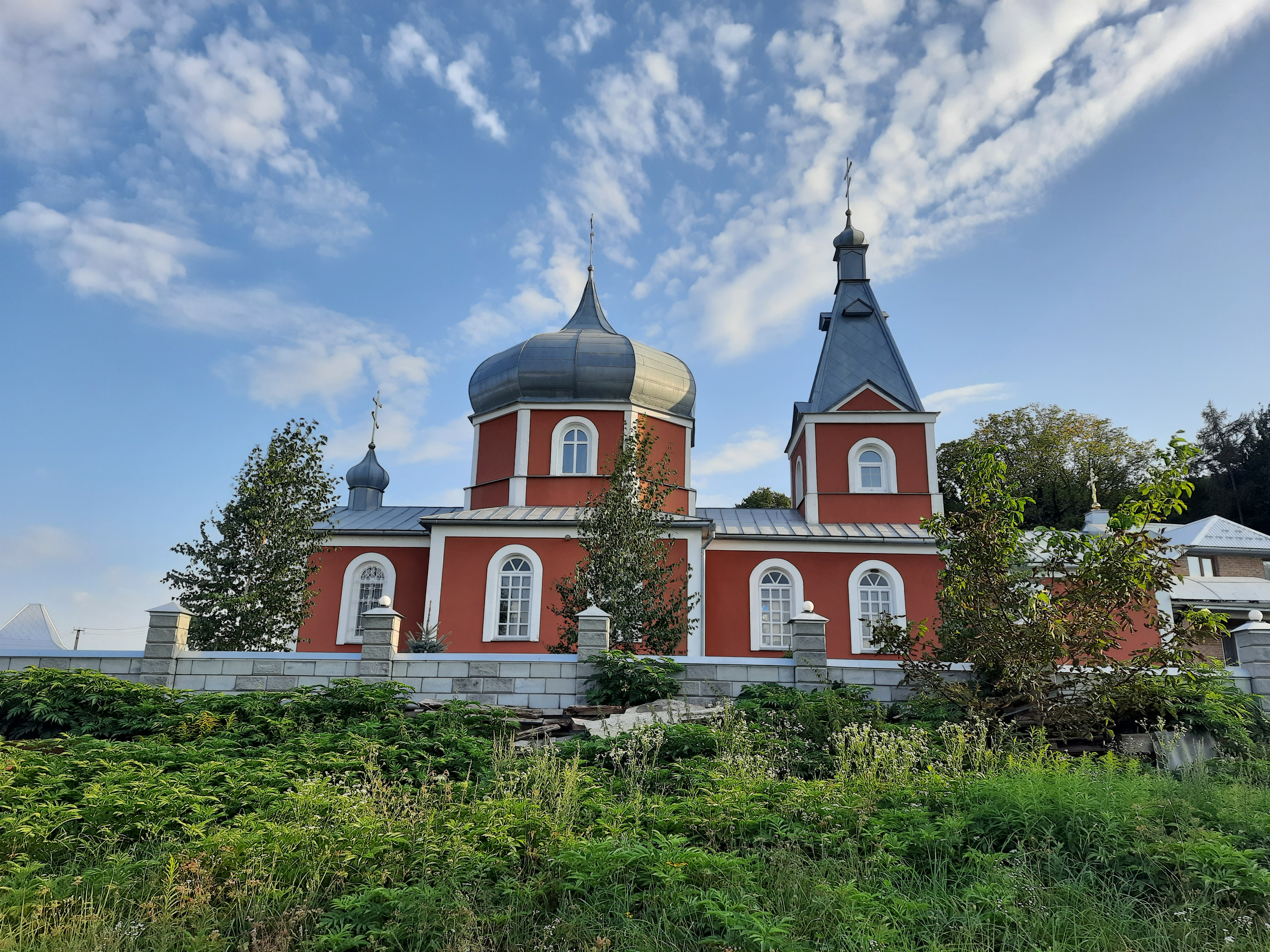
Сільська церква
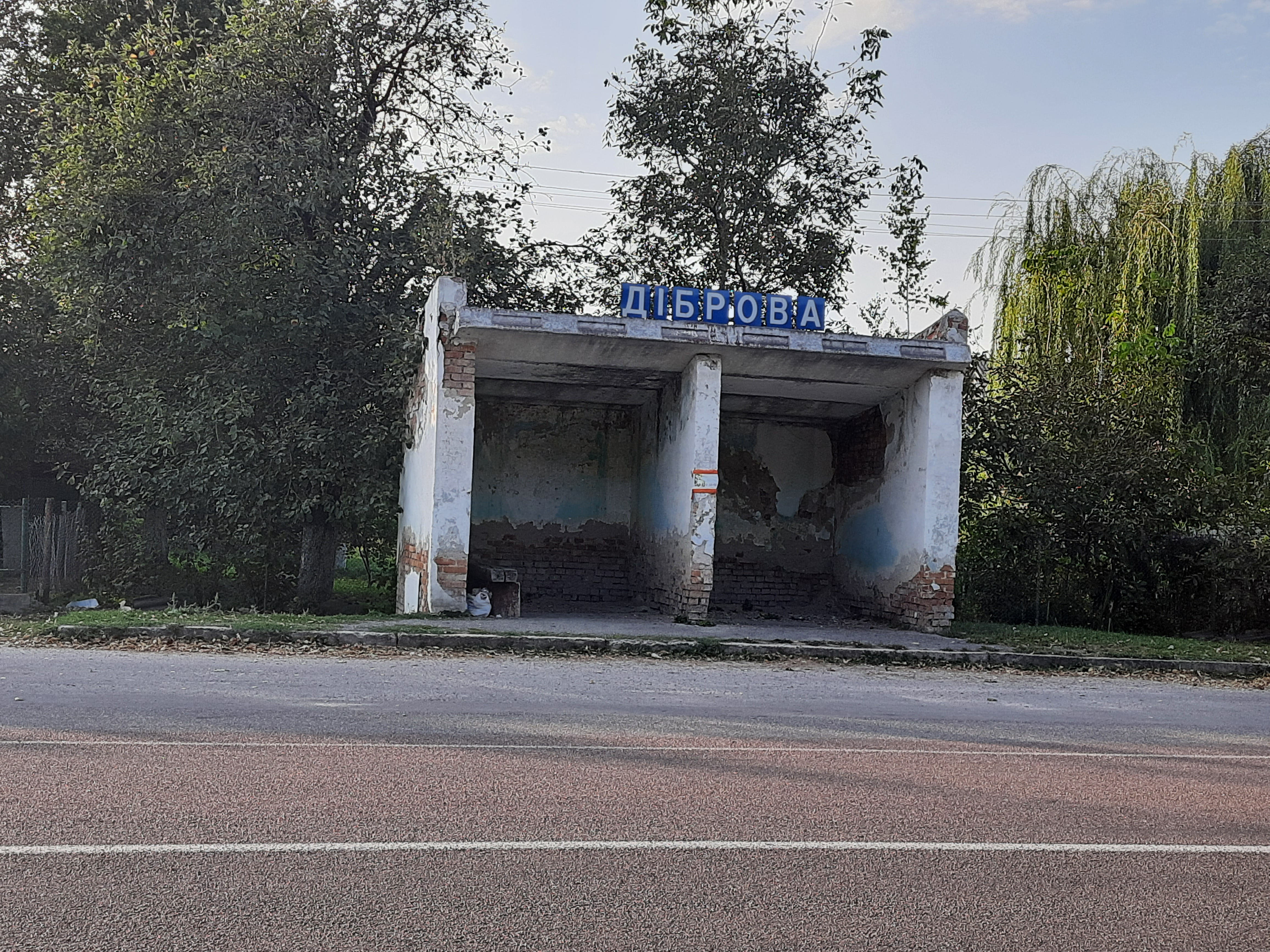
Автобусна зупинка
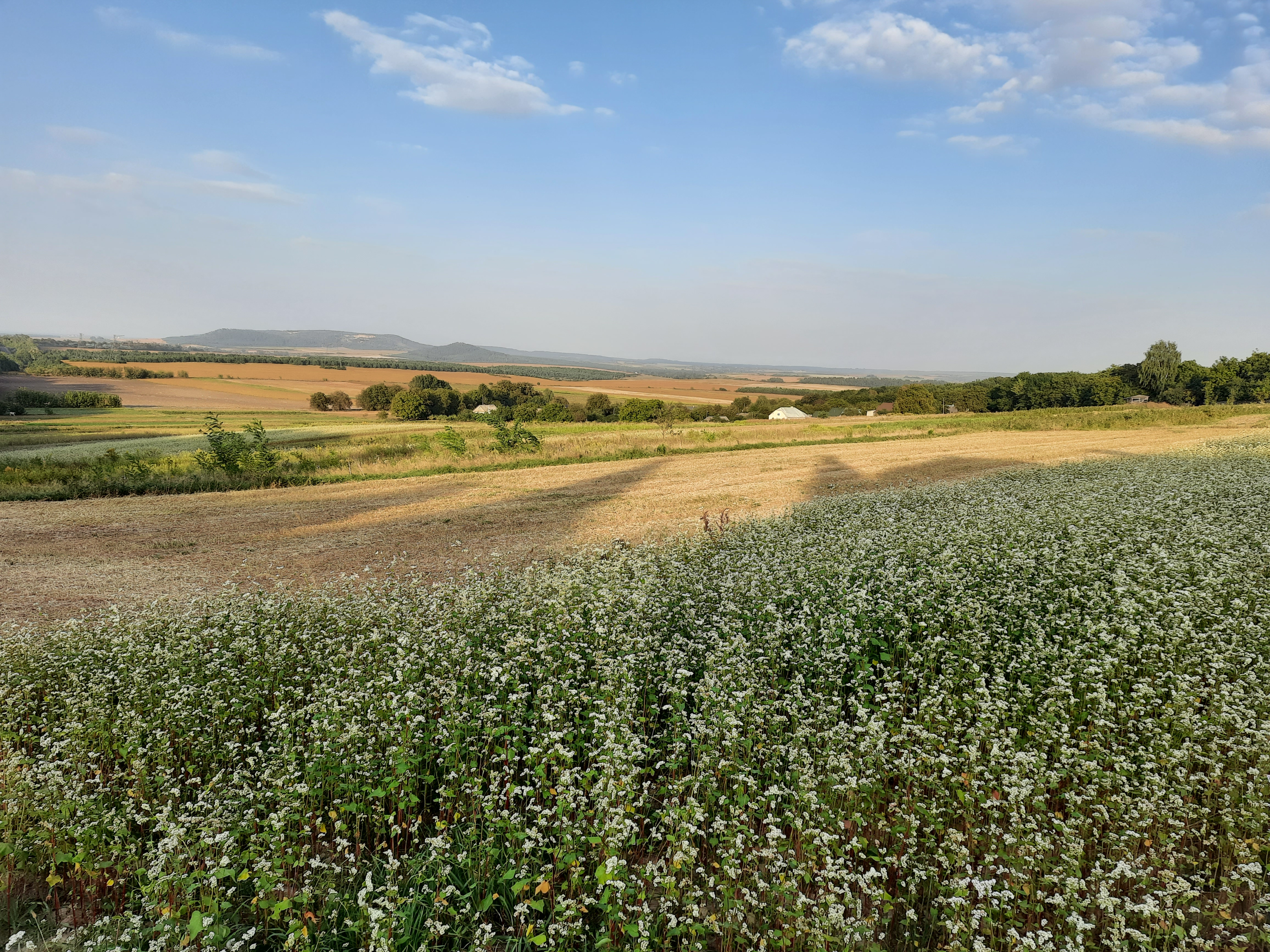
Краєвид біля села